# Voka

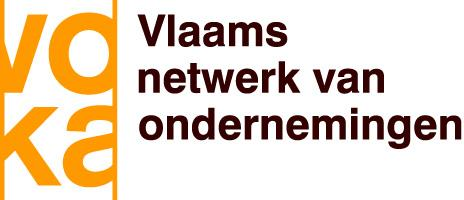
Logo di Voka

Voka, Vlaams netwerk van ondernemingen (in italiano: Rete fiamminga di aziende) è un'organizzazione di datori di lavoro fiamminghi. Come rete di imprese, rappresenta oltre 18.000 aziende e quindi il 65% del valore aggiunto nelle Fiandre e il 66% dell'occupazione privata. In totale, coinvolge oltre 910.000 dipendenti. Come una delle sette parti sociali rappresentate nel Consiglio economico e sociale delle Fiandre (SERV), Voka ha voce in capitolo nella politica del governo fiammingo. Voka è un acronimo che sta per Vlaams netwerk voor Ondernemingen en Kamers van koophandel in Allerete (it: Rete fiamminga di aziende e camere di commercio in tutti i settori).

## Origine e struttura
Voka è nata nel gennaio 2004, quando la Vlaams Economisch Verbond (VEV) e le otto Camere di commercio regionali delle Fiandre hanno deciso di collaborare intensamente in un'alleanza. Una società diventa membro di una Camera Voka e quindi si unisce all'intera rete.
Ogni entità all'interno di Voka ha una propria struttura di gestione. Voka-VEV ha aperto la sua struttura per le altre otto entità, in modo che possano sedersi anche su di essa. L'amministratore delegato di Voka è Hans Maertens. Il presidente è eletto ogni tre anni ed è tradizionalmente un imprenditore o manager. Paul Kumpen della società Kumpen NV, presidente di Voka, è stato nominato da settembre 2015. Succede in questa posizione a Michel Delbaere dalla società Crop's. Il centro di conoscenza Voka è guidato da Eric Vermeylen.

## Missione
Voka imposta prima la prosperità e il benessere delle Fiandre nella sua missione. La missione completa suona come segue: "Come rete di imprenditori più vicina, più influente e più professionale e come organizzazione commerciale rappresentativa nelle Fiandre, Voka mira a creare un quadro ottimale per il successo della sua attività e desidera così dare un contributo fondamentale alla prosperità e il benessere della sua regione."
Da febbraio 2011 Voka lavora su una nuova strategia, l'organizzazione vuole aumentare la versatilità e l'adattabilità delle imprese nelle Fiandre.

## (Ex) presidenti
| Inizio | Fine      | Presidente        |
| ------ | --------- | ----------------- |
| 2004   | 2006      | Ludo Verhoeven    |
| 2006   | 2009      | Urbain Vandeurzen |
| 2009   | 2012      | Luc De Bruyckere  |
| 2012   | 2015      | Michel Delbaere   |
| 2015   | in carica | Paul Kumpen       |

| Inizio | Fine      | Amministratore delegato |
| ------ | --------- | ----------------------- |
| 2004   | 2009      | Philippe Muyters        |
| 2009   | 2011      | Peter Leyman            |
| 2011   | 2015      | Jo Libeer               |
| 2015   | in carica | Hans Maertens           |

## Attività
Voka intende partecipare alla creazione di un clima imprenditoriale favorevole e difendere gli interessi comuni di quest'ultimo. Per fare questo, l'organizzazione si basa su tre pilastri:
- advocacy (ad esempio, follow-up dei file, mantenimento dei contatti con autorità pubbliche e politici);
- networking (es. congressi, seminari, ricevimenti);
- fornitura di servizi (ad esempio formazione, missioni commerciali, progetti, informazioni dei membri, risposte alle domande).
Voka difende gli interessi delle aziende a livello locale, fiammingo, nazionale e internazionale. Il Voka Knowledge Center elabora, analizza e interpreta le informazioni sugli attuali argomenti socio-economici. Questo lavoro di studio costituisce la base dei punti di vista di Voka. Voka è un partner stabilito dal decreto di consultazione sociale attraverso il Consiglio socio-economico delle Fiandre (Sociaal-Economische Raad van Vlaanderen - SERV). Voka ha rappresentanti in un gran numero di istituzioni, commissioni e organizzazioni di progetto, e lavora in concerto con organizzazioni settoriali fiamminghe.

## Progetti
Per raggiungere i suoi obiettivi, Voka ha anche diversi progetti in atto a livello fiammingo.
- Bryo - "Bright & Young" è una rete di giovani dinamici che vogliono mettere in pratica le loro idee. I partecipanti sono accompagnati per tre anni in tutte le sfide, i problemi e le decisioni che devono affrontare prima, durante e poco dopo l'inizio o la ripresa della loro attività professionale.
- Smart Grids Flanders - Smart Grids Flanders intendono creare smart grid nelle Fiandre. In questo contesto, questo progetto riunisce aziende, università e istituti di ricerca.
- Onderneming & Politiek - 'Onderneming & Politiek' è una piattaforma di incontro per imprenditori e politici. I contatti diretti tra leader aziendali e politici accrescono la visibilità del mondo degli affari sulla scena politica e tengono informati i dirigenti aziendali sugli attuali sviluppi politici.
- Jobkanaal - Jobkanaal rende le aziende consapevoli del potenziale dei dipendenti di "potenziali gruppi" e li aiuta nel processo di assunzione di questi dipendenti.
- Voka Health Community' - La Voka Health Community è una piattaforma di conoscenza e azione che consente a imprenditori, istituti di cura, centri di conoscenza e gruppi di pazienti di collaborare al rinnovo di prodotti e servizi del settore sanitario dell'assistenza sanitaria.

## Settori
Dal 2008, Voka ha lavorato con un gran numero di organizzazioni settoriali fiamminghe (organizzazioni che rappresentano aziende in un settore specifico) come parte di un protocollo di collaborazione e diversi progetti. A luglio 2011, 29 settori avevano già firmato il protocollo:
- Agoria (tecnologia)
- BVBO (sicurezza)
- BVBVK (surgelati e freddo)
- BVS (immobiliare)
- CIB Vlaanderen (immobiliare)
- Cobelpa Vlaanderen (carta e cartone)
- Coberec (recupero e riciclaggio)
- Comeos (commercio e servizi)
- Creamoda Vlaanderen (moda e abbigliamento)
- Essenscia Vlaanderen (chimica e scienza della vita)
- FEBEG (elettricità e gas)
- Febelgra (grafica)
- FEBEM (ambiente)
- Febetra Vlaamse Gemeenschapsraad (trasporti e logistica)
- Febiac (automobile a due ruote)
- Federatie van de Toeristische Industrie (turismo)
- Federauto (vendite e riparazioni auto)
- Federgon (emploi et RH)
- Fedustria (tessile, legno e mobili)
- Fetra (lavorazione di carta e cartone)
- Fevia (alimentazione)
- FOS (assistenza agli anziani)
- ORI (uffici di consulenza e ingegneria)
- OVO (esplorazione)
- Staalindustrie Verbond (acciaio)
- VARU (esequie)
- VGI (bicchiere)
- Vlaamse Confederatie Bouw (costruzione)
- Vlaamse Havenvereniging (porti)